# لي هارود
لي هارود (بالإنجليزية: Lee Harwood)‏ هو لاعب كرة قدم بريطاني، ولد في 4 أكتوبر 1960 في Perivale ‏ في المملكة المتحدة. لعب مع بورت فايل ونادي ساوثهامبتون ونادي ويمبلدون.